# بيل رينولدز
بيل رينولدز (بالإنجليزية: Bill Reynolds)‏ هو لاعب كرة قاعدة أمريكي، ولد في 14 أغسطس 1884 في إيستلاند في الولايات المتحدة، وتوفي في 5 يونيو 1924 في كارنيغي في الولايات المتحدة.

## وصلات خارجية
- بيل رينولدز على موقعبيزبول رفرنس.كوم (الدوري الرئيسي) (الإنجليزية)
- بيل رينولدز على موقعبيزبول رفرنس.كوم (الدوري الثانوي) (الإنجليزية)